# Secretaria de Planejamento, Orçamento e Informação de Belo Horizonte
A Secretaria Municipal de Planejamento, Orçamento e Informação (SMPL) é o órgão da Prefeitura de Belo Horizonte responsável pela elaboração, com outros órgãos do Poder Executivo municipal, de estudos e projetos que auxiliem a administração do município, pensando-o em sua totalidade. Foi criada por meio da Lei nº 9.011, de 1º de janeiro de 2005 – publicada no mandato de Fernando Pimentel como prefeito de Belo Horizonte. Atualmente, a SMPL é dirigida por Helvécio Miranda Magalhães Jr.

## Funções
Segundo o artigo 33 da Lei 9.011/2005, a Secretaria de Planejamento, Orçamento e Informação tem, dentre outras funções, coordenar o desenvolvimento de novos canais de participação popular direta no Governo Municipal; planejar e coordenar a política de desenvolvimento do Município e as atividades de organização e modernização da  Administração Direta do Poder Executivo, incluída a realocação de gerências; e gerenciar, com a participação dos órgãos e entidades da Administração Pública, as políticas de mobilização social.
A SMPL coordena ações, programas e estudos de quatro secretarias adjuntas do município de Belo Horizonte: Secretaria Municipal Adjunta de Planejamento; Secretaria Municipal Adjunta de Orçamento; Secretaria Municipal Adjunta de Tecnologia da Informação; e Secretaria Municipal Adjunta de Recursos Humanos.
Sob o encargo da Secretaria está, também, a coordenação do Plano Plurianual de Ação Governamental – PPAG, instrumento de planejamento estratégico de médio prazo que explicita diretrizes, objetivos, ações, programas e metas a serem atingidas pelo governo. O PPAG tem duração de quatro anos e dele se derivam as Leis de Diretrizes Orçamentárias (LDO) e as Leis de Orçamento Anuais (LOA).

## Estruturação
A SMPL divide-se em quatro Secretarias Adjuntas, a saber:

### Secretaria Municipal Adjunta de Planejamento
A Secretaria Municipal Adjunta de Planejamento (SMAPL) realiza a coordenação e o planejamento das políticas públicas municipais para atender as necessidades da população belorizontina na alocação de recursos e nas reivindicações do Orçamento Participativo. Além da arrecadação municipal, a Secretaria capta e negocia recursos junto a instituições nacionais e internacionais por meio de projetos de parceria público-privada (PPP).
A Secretaria atua no estabelecimento de interfaces de integração e comunicação entre diversos programas de políticas públicas econômicas, sociais e urbanas – planos que são geridos por diversos entes da administração municipal.

### Secretaria Municipal Adjunta de Orçamento
A Secretaria Municipal Adjunta de Orçamento (SMAO) objetiva a coordenação e a elaboração de Leis Orçamentárias do Município supervisionando a sua execução. A Secretaria tem por meta gerar informações que possam dar suporte às decisões políticas e financeiras da Prefeitura, com o intuito de simplificar tal distribuição de recursos, tornando-a compreensível para a sociedade. Por meio do Orçamento Participativo, os diferentes grupos sociais de Belo Horizonte discutem e apresentam suas necessidades específicas. 
A Secretaria atua na elaboração, com a Secretaria Municipal de Finanças, das metas orçamentárias e do orçamento anual do município; no acompanhamento da execução orçamentária e dos processos gerenciais e físicos; e no recebimento e no processo das demandas apresentadas à Junta de Coordenação Orçamentária e Financeira (JUCOF) prestando suporte administrativo necessário para a apreciação da Junta.

### Secretaria Municipal Adjunta de Tecnologia da Informação
A Secretaria Municipal Adjunta de Tecnologia da Informação (SMATI) planeja e coordena a implementação e implantação de projetos de modernização administrativa e na melhora do atendimento ao cidadão. Aumentar a eficiência nos procedimentos internos e externos é um dos principais objetivos da Secretaria, assim como avaliar e racionalizar as estruturas organizacionais, adequando-as à eficiência. 
A SMATI também realiza trabalhos na gestão das informações da Prefeitura no que se refere à produção e acompanhamento de indicadores de atendimento, bem como apresenta subsídios de informações para o planejamento e a avaliação dos serviços.

### Secretaria Municipal Adjunta de Recursos Humanos
A Secretaria Municipal Adjunta de Recursos Humanos (SMARH) atua no processo de integração e inserção do servidor público, bem como trata das suas relações de trabalho. Objetiva implementar políticas de gestão de pessoas para a otimização do capital humano, utilizando-se da gestão por competências. É o órgão que realiza programas motivacionais, avaliações de desempenho e a divulgação de planos de carreira.
A SMARH possui áreas de atuação com os públicos interno e externo, tais como: incorporação de pessoas; capacitação e desenvolvimento dos profissionais; acompanhamento sócio-funcional; e programas de estágios para estudantes dos Ensinos Médio e Superior.